# Psaphidinae
Psaphidinae — підродина метеликів родини Совки (Noctuidae).

## Класифікація
Підродина включає наступні триби:
- Allophyini
- Feraliini
- Nocloini
- Psaphidini
- Triocnemidini
- Xylocampini